# Royal Dealer
Royal Dealer (Le Donneur royal pour certaines versions destinées aux marchés francophones) est un jeu vidéo développé par APh Technological Consulting, édité par Mattel Electronics, sorti en 1982 sur la console Intellivision,.

## Système de jeu
Il s'agit d'un simulateur de jeux de cartes, pour un seule joueur à la fois, l'opposant à l'ordinateur, gérant un, deux ou trois adversaires.
L'interface, très simple, représente une table avec une, deux ou trois dames sur les trois côtés opposés. La main du joueur est constamment visible sur le bord inférieur de l'écran, tandis que les cartes des joueurs contrôlés par l'ordinateur ne sont révélées qu'au moment où elles sont jouées.
L'overlay à superposer sur la manette comporte de quatre touches colorées, ainsi que de boutons pour Draw, Gin, Pass et Enter, en plus de quatre touches numérotées pour choisir le jeu à jouer. Pour jouer ou défausser une carte, l'un des boutons latéraux supérieurs est utilisé. Les deux boutons latéraux inférieurs servent à réorganiser la main du joueur.
Les scores sont en permanence affichés en haut de l'écran. Celui du joueur humain est en blanc, et celui des adversaires contrôlés par ordinateur correspondent à la couleur de leurs vêtements. La première main est distribuée dès le début du jeu. Dans toutes les parties, le joueur qui atteint en premier 100 points est déclaré vainqueur. Les adversaires contrôlés par ordinateur agissent de manière automatique. Lorsque vient le tour du joueur, toute l'action est suspendue en attendant sa décision.
Royal Dealer propose les quatre jeux et variantes suivants :
Dame de pique (Hearts)
Il suit les mêmes règles que le jeu de cartes classique, où l'objectif est d'éviter de prendre des points. Chaque cœur équivaut à un point, la Dame de Pique vaut 13 points, tandis que toutes les autres cartes n'ont aucune valeur. Au début de chaque manche, les joueurs peuvent être amenés à passer trois cartes à un autre joueur et à en recevoir trois en retour. Si un joueur réussit à remporter tous les cœurs et la Dame de Pique, il ne marque aucun point, tandis que tous les autres joueurs se voient attribuer 26 points. Le jeu se poursuit jusqu'à ce qu'un joueur atteigne un total de 100 points. Celui qui détient le score le plus bas est déclaré vainqueur. Pour passer ou jouer une carte, le joueur doit sélectionner la carte à l'aide du disque et appuyer sur le bouton « Discard ». La main du joueur est automatiquement triée par couleur, éliminant ainsi la nécessité de la réorganiser au cours du jeu.
Rami (Rummy)
Il se rapproche du jeu de cartes traditionnel. Pour prendre la carte visible sur la table, le joueur peut utiliser la touche « Up Card ». En optant pour le bouton « Draw », il piochera une carte du paquet. En utilisant le bouton « Discard », le joueur peut se défaire d'une carte. Il est facile de déduire la fonction du bouton « Declare Gin ». Le premier joueur à déclarer un « Gin » valable remporte 20 points. Si un joueur déclare un « Gin » de manière incorrecte, tous les autres joueurs gagnent 20 points.
Gin rami (Gin Rummy)
Il oppose le joueur à un unique adversaire géré par l'ordinateur, chacun commençant avec une main d'ouverture de 10 cartes au lieu de sept, tout en conservant les mêmes règles, scores et fonctionnalités d'écran que celles du jeu classique de Rami.
Huit américain (Crazy Eights)
Les règles de cette version vidéo correspondent à celles du jeu de cartes original. Le bouton « Draw » permet de tirer une carte du jeu, tandis que le bouton « Discard » est utilisé pour se défaire d'une carte qui ne convient pas. Les touches de combinaison sont employées pour déclarer la couleur, et après avoir sélectionné une combinaison, il est nécessaire d'appuyer sur « Enter » pour la valider. Le nombre de cartes restant dans la main de chaque joueur contrôlé par ordinateur s'affiche directement en dessous de son score. Les joueurs qui sortent marquent 20 points, plus un point additionnel pour chaque carte demeurant dans les mains des autres joueurs.

## Développement
Le jeu est développé par Rich O'Keefe chez APh Technological Consulting. Longuement attendu par Mattel, il entre en production directement, après à peine quelques brefs tests. Mais fin septembre 1982, un bug majeur, faisant planter le jeu, est découvert. Les ventes anticipées étant plutôt modestes (la production initiale était de seulement 36 000 exemplaires), le département marketing de Mattel décide de mettre les cartouches en vente quand même, prenant la précaution d'inclure un erratum dans le manuel d'utilisation pour éviter que les joueurs reproduisent les conditions du bug. Mais il est furieux, et cet incident va avoir un effet majeur sur le cycle de développement au sein de Mattel Electronics, puisqu'à partir de ce jour, plus aucune production ne pourra être publiée sans le feu vert du département d'assurance qualité.
Les illustrations du packaging sont de Jerrol Richardson.

## Accueil
Dans un test dans The logical Gamer, Alan Bechtold, amateur de cartes mais qui trouve rarement le temps de réunir des joueurs, se réjouit de la possibilité de faire une partie directement sur son téléviseur, à quatre jeux différents, dont les règles sont scrupuleusement respectées. Son acolyte Mike Wilson, joueur de blackjack et de poker expérimenté, regrette le niveau de jeu peu élevé, et trouve que l'ordinateur reste plutôt facile à battre.

## Héritage
Royal Dealer est présent, émulé, dans la compilation Intellivision Lives! (en) sortie sur diverses plateformes.
Royal Dealer fait partie des jeux intégrés dans la console Intellivision Flashback, sortie en 2014.